# 2748 Patrick Gene
2748 Patrick Gene је астероид главног астероидног појаса са средњом удаљеношћу од Сунца која износи 2,805 астрономских јединица (АЈ).
Апсолутна магнитуда астероида је 12,7.